# Sam Wanamaker
Sam Wanamaker, ursprungligen Samuel Watenmacker, född 14 juni 1919 i Chicago, Illinois, död 18 december 1993 i London, Storbritannien, var en amerikansk skådespelare och regissör.

## Karriär
Han lärde upp sig vid Goodman Theater i Chicago och gjorde scendebut som 17-åring och spelade sedan med olika fasta teaterensembler samt på Broadway. Då han återvänt från militärtjänstgöring under andra världskriget gjorde han filmdebut i My Girl Tisa 1948. 
På grund av sina vänsterorienterade politiska anknytningar fann han det klokast att bege sig till England under Joseph McCarthys kommunistjakt i slutet av 1940-talet; det visade sig emellertid att han inte omnämndes vare sig vid undersökningarna 1947 eller 1951. 
I England spelade han bland annat huvudrollen i Edward Dmytryks socialistiska film Vi bygga i Babylon innan han hamnade på Hollywoods "svarta lista" och inte fick filmengagemang någonstans. Han återvände då till scenen och blev snabbt mycket aktiv inom brittisk teater, såväl som skådespelare som regissör. Han återupptog filmandet i under 1960-talet.
Wanamaker engagerade sig i återuppbyggandet av Shakespeares Globe Theatre söder om Themsen i London, bland annat genom att ordna finansiellt stöd till projektet.

## Personligt
Wanamaker är far till Zoë Wanamaker.
Han avled i sviterna av prostatacancer.

## Filmografi (i urval)
- 1942 – My Girl Tisa
- 1949 – Vi bygga Babylon
- 1965 – Dessa fantastiska män i sina flygande maskiner
- 1965 – Spionen som kom in från kylan
- 1967 – Slaget som dödar
- 1976 – De fördömdas resa
- 1980 – Tjejen som gjorde lumpen
- 1980 – Tävlingen
- 1986 – Hårda bud
- 1987 – Stålmannen i kamp för freden
- 1987 – Baby Boom